# Damjan Rudež
Damjan Rudež (Zagreb, 17 de junho de 1986) é um basquetebolista profissional croata, atualmente jogando pela UCAM Murcia da Liga ACB.

## Carreira
Rudez representou a Seleção Croata de Basquetebol nas Olimpíadas de 2008, que ficou em 6º lugar.